# Кужинський Коноплянник
Ку́жинський Конопля́нник (рос. Кужинский Коноплянник, марій. Конопляньык) — селище у складі Кілемарського району Марій Ел, Росія. Входить до складу Кілемарського міського поселення.
Стара назва — Кужинський Конопляник.

## Населення
Населення — 14 осіб (2010; 22 у 2002).
Національний склад (станом на 2002 рік):
- марі — 82 %